# Urad (Pologne)
Pour les articles homonymes, voir Urad.
Urad (prononciation : [ˈurat] ; en allemand : Aurith) est un village polonais de la gmina de Cybinka dans le powiat de Słubice de la voïvodie de Lubusz dans l'ouest de la Pologne.

## Géographie
Le village est situé dans la région historique du pays de Lubusz, sur la rive droite de l'Oder qui constitue la frontière avec l'Allemagne. Le hameau d'Aurith (un quartier de la commune de Ziltendorf) sur la rive gauche faisait autrefois partie du village.
Urad se trouve à environ 11 km au nord-ouest de Cybinka, siège de la gmina, à 13 km au sud-est de Słubice, siège du powiat, à 66 km au nord-ouest de Zielona Góra, siège de la diétine régionale, et à 64 km au sud-ouest de Gorzów Wielkopolski, capitale de la voïvodie.
Le village comptait approximativement une population de 417 habitants en 2009.

## Histoire

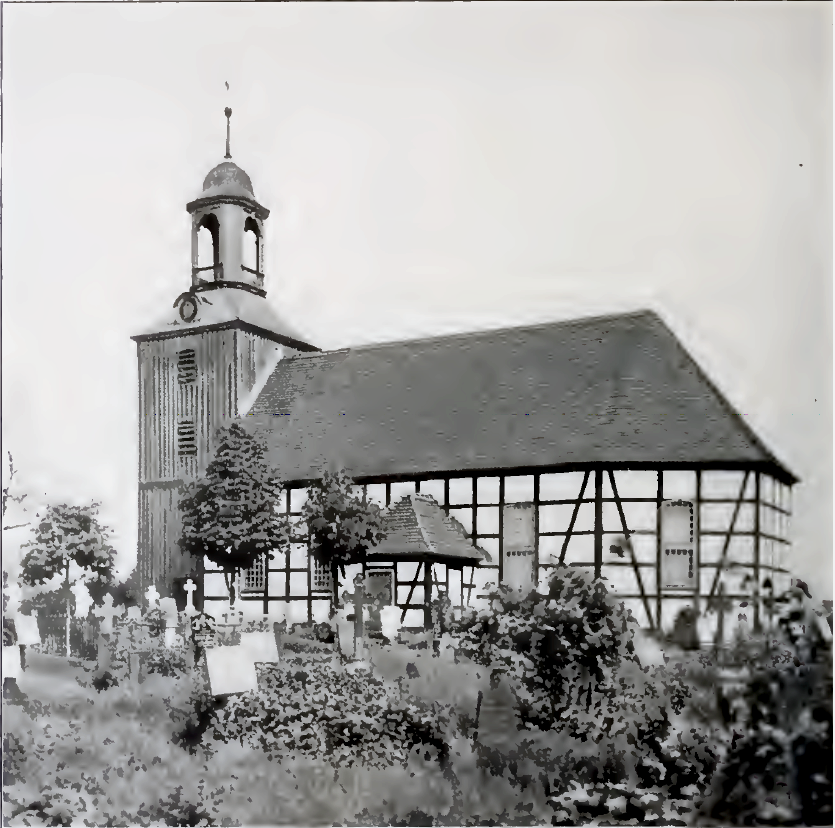
Église paroissiale, vers 1913.

Le lieu fut mentionné officiellement pour la première fois en 1428 ; au XVIIIe siècle, il fut incorporé au cercle de Sternberg dont le siège administratif se trouve à Drossen (Ośno). Après la réforme administrative du royaume de Prusse en 1815, Ziebingen entre dans l'arrondissement de Sternberg-en-Nouvelle-Marche, qui est divisé ensuite, et elle fait partie de l'arrondissement de Sternberg-Ouest qui est lui-même partie du district de Francfort au sein de la province de Brandebourg.
Après la Seconde Guerre mondiale, avec la mise en œuvre de la ligne Oder-Neisse, la partie orientale du village intègre la république de Pologne (voir Évolution territoriale de la Pologne) et la population germanophone restante était expulsée.
De 1975 à 1998, elle appartenait administrativement à la voïvodie de Zielona Góra. Depuis 1999, Urad appartient administrativement à la voïvodie de Lubusz.